# Байер, Эмиль
Эмиль Байер (англ. Emil Beyer; 22 ноября 1876, Нью-Йорк — 15 октября 1934, Роквилл-Сентер, Нью-Йорк) — американский гимнаст и легкоатлет, серебряный призёр летних Олимпийских игр 1904 года.
На Играх 1904 года в Сент-Луисе в гимнастике Байер участвовал в трёх дисциплинах. Он стал вторым в командном первенстве и выиграл серебряную медаль. Также он занял 30-ю позицию в личном первенстве и 34-ю в первенстве на 9 снарядах.
В лёгкой атлетике Байер соревновался только в троеборье, в котором он занял 36-е место.